# وير دو يو غو تو (ماي لافلي)؟
وير دو يو غو تو (ماي لافلي)؟ (بالإنجليزية: Where Do You Go To (My Lovely)?) (وتعني: أين تذهبين يا حبيبتي؟)؛ أغنية للمغني البريطاني بيتر سارسيد، صدرت في العام 1969 وحقّقت انتشارًا ونجاحًا عالميًا عظيمًا، وظلّت في المركز الأوّل في قائمة الأغاني المنفردة طيلة أربعة أسابيع في المملكة المتحدة، كما وصلت لذات المركز في أيرلندا، أستراليا، نيوزيلندا وجنوب أفريقيا، ونالت في العام الموالي جائزة إيفور نوفيلو عن فئة أفضل أغنية موسيقى وكلمات (بالإنجليزية:  Ivor Novello Award for Best Song Musically and Lyrically)‏. وحلّت الأغنية في المركز 61 في قائمة بيلبورد هوت 100 في الولايات المتحدة.

## وصلات أخرى
أغنية مصورة

  "وير دو يو غو تو (ماي لافلي)؟" على يوتيوب